# Gouvernorat de Socotra

Carte topographique de l'archipel de Socotra formant le gouvernorat du même nom.

Le gouvernorat de Socotra (en arabe : سقطرى Suqutra) est un gouvernorat du Yémen depuis décembre 2013. Sa capitale est Hadiboh.
Le territoire de ce gouvernorat a fait partie, de 1967 à 2004 du gouvernorat d'Aden, puis, de 2004 à 2013 du gouvernorat de l'Hadramaout, avant de former un gouvernorat propre.

## Géographie
Le territoire du gouvernorat est intégralement constitué de l'archipel de Socotra.

## Administration
- District de Hadiboh (Socotra-Est)
- District de Qoulensya Wa Abd Al Kouri (Socotra-Ouest et Abd Al Kouri)

## Histoire
Le premier gouverneur est Saïd Ba Hakeba, nommé en mars 2014.